# Elvira Ogrins
Elvira Natalia Ogrins, född Schkindelis 28 december 1893 i Lettland, död 23 juli 1987 i Sollentuna församling i Stockholms län, var en  lettisk-svensk fil. mag., konstnär och keramiker. 
Efter avlagd fil. mag. examen i Moskva bedrev Ogrins konststudier vid Riga konstakademi 1922–1928 samt under studieresor till bland annat Ryssland, Österrike, Tyskland och Italien på 1930-talet. Ogrins och hennes make kom till Sverige i slutskedet av andra världskriget och hon medverkade i bland annat utställningen Baltisk konst på Liljevalchs konsthall. Hennes konst består av stilleben i olja eller akvarell. Orgins är representerad vid Riga museum och Mitau museum.

## Fotnoter
1. ↑  Sveriges Dödbok 1901–2009, DVD-ROM, Version 5.00, Sveriges Släktforskarförbund (2010).